# Nissan C80

Nissan C80 — малотоннажный грузовой автомобиль, выпускаемый компанией Nissan Motor Ibérica с 1966 по 1976 год. Вытеснен с конвейера моделью Nissan Atlas.

## История
Автомобиль Nissan C80 впервые был представлен в 1966 году. В иерархии автомобиль заполняет промежуток между Nissan Caball и Nissan 680.
На его основе был произведён автобус Nissan Civilian.
Производство автомобиля завершилось в 1976 году.